# Arnold von Tricht
Arnold von Tricht (* in Utrecht; † an einem 9. Juli in den 1440er Jahren wohl in Lübeck) war ein deutscher Mediziner und Hochschullehrer.

## Leben
Arnold von Tricht studierte ab 1415 Kirchenrecht an der Universitas Studii Coloniensis. Er wechselte dann an die Universität Paris, wo er 1417 zum Bakkalar und 1418 zum Magister artium promoviert wurde. Im Wintersemester 1418/1419 war er als Hochschullehrer an der Universität Heidelberg tätig. Für die Zeit von 1417 bis 1419 ist er auch als Kleriker in der Diözese Utrecht belegt. 1422 immatrikulierte er sich als Magister der Universität Paris an der Universität Rostock, wo ihm auf Verwendung des  Professors Johannes Voß die Immatrikulationsgebühren erlassen wurden. In Rostock war er Dekan der Philosophischen Fakultät und 1429 Rektor der Universität. Zwischenzeitlich muss er zumindest 1424 in Utrecht gewesen sein, wo er als Magister und Domthesaurar ein Testament errichtete. 1430 hatte er bereits zum Doktor der Medizin promoviert und wurde Professor an der Medizinischen Fakultät der Universität Erfurt, wohin er wohl im Gefolge von Johannes Voß wechselte.
Arnold von Tricht wurde nach dem Memorienregister des Lübecker Doms als Arnoldus de Trecht, Magister und Doktor der Medizin, im Lübecker Dom bestattet. Entsprechend war auch das Bildmotiv der nicht erhaltenen Figurengrabplatte mit den Attributen eines gelehrten Mediziners im Tappert gestaltet. Das Memorienregister des Lübecker Doms führt nur den Sterbetag, nicht das Sterbejahr auf; dieses kann nur aus dem Eintragungszeitraum des Eintrags 1440 bis 1450 grob geschätzt werden.